# Велингтон (Кентаки)
Велингтон (енгл. Wellington) град је у америчкој савезној држави Кентаки.

## Демографија
По попису из 2010. године број становника је 565, што је 4 (0,7%) становника више него 2000. године.
| Група             | 2000.       | 2010.       |
| Белци             | 532 (94,8%) | 539 (95,4%) |
| Афроамериканци    | 8 (1,4%)    | 1 (0,2%)    |
| Азијати           | 2 (0,4%)    | 9 (1,6%)    |
| Хиспаноамериканци | 15 (2,7%)   | 9 (1,6%)    |
| Укупно            | 561         | 565         |